# Earl Old Person
Earl Old Person, (língua Siksiká: Stu Sapoo e Ahka Pa Ka Pee; Starr School, 13 de abril de 1929 – Browning, 13 de outubro de 2021) foi um líder político indígena americano e chefe vitalício honorário da nação Blackfeet (Amskapi’Piikáni) em Montana, nos Estados Unidos.

## Primeiros anos
Nascido em 13 de abril de 1929, nas terras de sua família, conhecidas como Grease Wood, perto de Starr School, Montana, na Reserva Indígena Blackfeet, Earl Old Person era um membro puro da tribo Blackfeet, o filho de Juniper e Molly Old Person. Foi criado junto com muitos irmãos. Ele foi para a escola primária na comunidade de Starr School, Montana, e se formou em 1947 na Browning High School em Browning, Montana. Ele creditou seu sucesso na vida a seus pais, que continuamente o encorajaram a se esforçar e se destacar na escola. Foi criado de forma tradicional, de última geração para falar a língua Siksiká como primeira língua, só aprendendo inglês quando chegou ao ensino fundamental. Ele aprendeu muitas histórias, canções e danças tradicionais dos Blackfeet, sua memória ajudando a preservar a cultura Blackfeet décadas depois. "Ele tinha uma habilidade meio genial de ouvir música indiana e armazená-la em sua mente, e apenas ouvi-la uma vez."
Sua família disse que todos os dias seus pais cumprimentavam seus filhos com as palavras "IItahmiskinatoonii niipowaht iikakiima", que significa "bom dia, levante-se, esforce-se", ou "Pule! Tente!" A casa de sua infância carecia de aquecimento central e encanamento interno, mas ele vivia dentro do que restava da cultura dos cavalos do povo Blackfeet. "Cresci a cavalo, sempre sem sela, nunca usei sela. Passei muito tempo com o gado."
Sua habilidade musical e de dança levaram a apresentações públicas. Em 1936, quando tinha apenas sete anos, o time de basquete da Browning High School ganhou sua primeira viagem para o torneio estadual em Great Falls, em Montana, e Old Person se apresentou no intervalo. Aos nove anos, ele viajou para Cleveland e Nova York por seis semanas, onde apresentou canções e danças tradicionais dos Blackfeet em escolas, faculdades e organizações cívicas como parte de um esforço para arrecadar fundos para construir uma nova igreja na reserva.
Quando adolescente, jogou basquete na Browning High School, mantendo suas longas tranças, apesar da resistência de seus treinadores e do assédio de jogadores adversários. Ele disse sobre a experiência: "Eu me diverti com isso." Um destaque de sua adolescência foi uma viagem de 1947 a Moisson, na França, para participar do 6.º Jamboree Mundial, tendo mais de 24 mil participantes, sendo o único nativo americano presente. Ele trouxe a tenda de seu pai e a montou como seu acampamento.

## Carreira como líder
Em 1950, Old Person conseguiu um emprego no escritório de terras da tribo, onde um de seus trabalhos era ser intérprete para pessoas Blackfeet que não entendiam ou não falavam inglês. Na época, apenas cerca de um quinto dos membros da tribo Blackfeet eram considerados de sangue puro, e a tribo, como muitas outras, era vista como candidata à extinção.
| “ | É importante notar que em nossa língua indígena a única tradução cujo objetivo é "apagar" ou "matar"(...) como podemos planejar nosso futuro quando o Bureau indígena ameaça nos destruir como uma raça? É como tentar cozinhar uma refeição em seu tipi quando alguém está de pé fora tentando queimar o tipi para baixo. | ” |
| — Earl Old Person, 1960, falando para o Congresso Nacional de Indígenas Americanos contra os planos dos Estados Unidos para a terminação tribal. | |   |

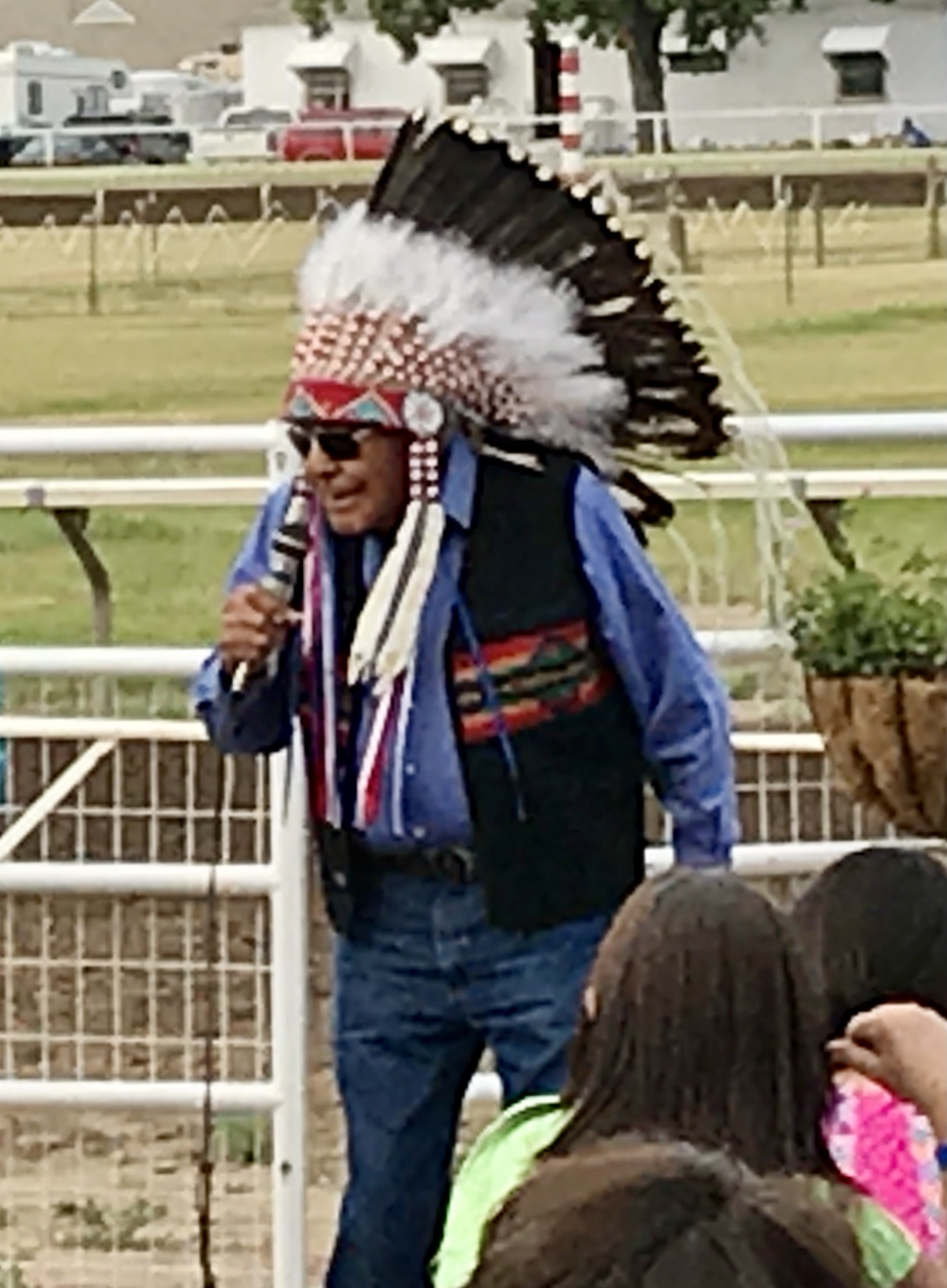
Earl Old Person no Montana ExpoPark em 2018, usando o cocar tradicional concedido a ele muitos anos antes, quando foi introduzido na chefia Kainai.

Old Person foi encorajado pelos anciãos tribais a entrar na política e foi eleito em 1954 para seu primeiro mandato como membro do corpo governante de sua tribo, o Blackfeet Tribal Business Council, como a pessoa mais jovem já eleita para o cargo. Foi eleito presidente tribal pela primeira vez em 1964 e serviu como presidente em 16 dos 22 mandatos de dois anos subsequentes entre 1964 e 2008. Ele continuou como membro do conselho tribal até se aposentar em 2016, servindo em cargos eleitos por mais tempo do que qualquer outro funcionário eleito na história de Montana. Além disso, também foi o oficial tribal eleito por mais tempo na América.
Em julho de 1978, Old Person foi nomeado Chefe honorário vitalício da Nação Blackfeet. Ele considerou esta a maior honra já concedida a ele. O último chefe principal da Nação Blackfeet, White Calf, morreu em Washington, DC, em 1903. Seu filho, James White Calf, nascido por volta de 1858, herdou o título e viveu bem mais de cem anos, morrendo em 1970. Vários anos depois, a família de James White Calf concedeu formalmente a chefia tribal a Old Person. Ele também foi empossado na chefia Kainai honorária de quarenta membros no Canadá. A Nação Siksika observou em um comunicado à imprensa de 2021 que Old Person havia sido empossado na chefia "várias décadas atrás" por "seu trabalho e dedicação aos povos indígenas da América do Norte".
A defesa de Old Person apresentou a legislação que incluía a Lei de Liberdade Religiosa dos Indígenas Americanos de 1978, no qual protegia o acesso a locais indígenas tradicionais e a liberdade religiosa. Ele foi presidente do Congresso Nacional dos Indígenas Americanos de 1969 a 1971. A organização foi formada em 1944 em parte para combater as políticas de rescisão e assimilação do governo dos Estados Unidos da época. Entre suas realizações, ele atuou em um comitê que fundou o primeiro banco de propriedade tribal do país.  Ademais, foi membro de um número significativo de organizações cívicas e governamentais, incluindo o presidente das Tribos Afiliadas do Noroeste e foi nomeado Indígena Extraordinário do Ano em 1977 pelo Conselho Indígena de Chicago. Embora não fosse identificado com nenhum dos partidos políticos dos Estados Unidos, ele foi convidado a falar na Convenção Nacional Republicana de 1988. Em 1993, Old Person fez o primeiro discurso sobre o Estado da Nação Indígena ao Legislativo de Montana.

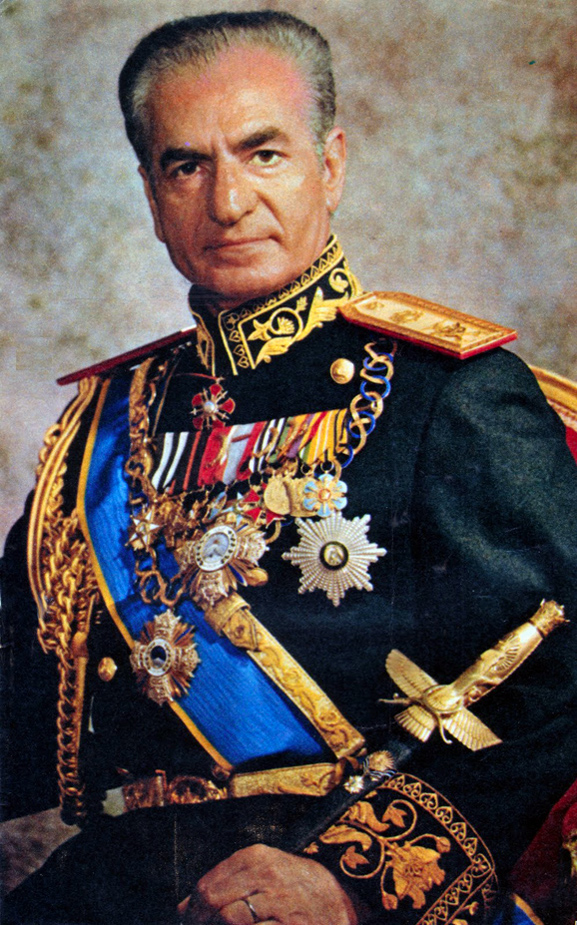
Durante seu discurso, Earl Old Person quebrou a tradição de mil anos ao pedir que Mohammad Reza Pahlavi (foto) se juntasse a ele

Ao longo de sua carreira, conheceu todos os presidentes dos Estados Unidos, de Harry Truman a Barack Obama. Ele foi convidado pela rainha Isabel II para participar dos Jogos da Commonwealth de 1978, onde conheceu membros da família real britânica e o primeiro-ministro canadense Pierre Trudeau. Ele também viajou para Teerã em 1971 como parte da celebração do 2500.º aniversário do Império Persa. Lá, ele inadvertidamente quebrou uma tradição de mil anos de que o xá do Irã nunca deveria se levantar a pedido de outra pessoa, ou seja, quando Old Person fez um discurso e pediu para que o xá Mohammad Reza Pahlavi que se juntasse a ele.
Embora nunca tenha frequentado a faculdade, Old Person investiu no ensino superior e, em 1991, a Universidade de Montana concedeu uma bolsa de estudos em seu nome para alunos Blackfeet. Ele foi premiado com um doutorado honorário em 1994 pela Universidade de Montana em Letras Humanas. Em 1998, foi premiado com o Jeannette Rankin Civil Liberties Award pela União Americana pelas Liberdades Civis de Montana. Em 1999, foi a primeira pessoa a receber o Prêmio Memorial Christine Miller da Universidade de Lethbridge por Excelência em Estudos Nativos Americanos. Em 2007, foi introduzido no Montana Indian Hall of Fame.
Na aposentadoria, Old Person iniciou um Projeto de Arquivos para preservar documentos governamentais da tribo Blackfeet. Ele também trabalhou para preservar a história e a cultura dos Blackfeet para ensinar os jovens membros sobre seus ancestrais por meio de sua liderança na Charging Home Society for Pikuni Education and Cultural Preservation Program. Reconhecendo a importância do conhecimento que absorveu ao longo de sua vida, ele fez questão de registrar o máximo de canções e histórias que pudesse para as gerações futuras.
Old Person trabalhou para preservar a cultura e a língua da nação Blackfeet. Ele pessoalmente se lembrava de muitas histórias e canções tradicionais que, de outra forma, haviam sido esquecidas. John Murray, o Oficial de Preservação Histórica da Tribo Blackfeet, explicou: "Earl manteve-se próximo disso e tem sido um defensor da promoção do idioma e foi capaz de reter as canções deles. Então, quando a cultura começasse a voltar, eles iriam até ele (...) ele era um repositório para esse tipo de música."

## Morte e legado
Em 13 de outubro de 2021, Old Person morreu de câncer em Browning aos 92 anos de idade. Após um funeral de quatro horas, foi enterrado no jazigo de sua família em Grease Wood. Assim como a família White Calf tomou a decisão de passar o título de chefe para Earl Old Person, mas depois que vários anos se passaram, por sua vez, a família Old Person decidirá se, quando e quem pode ser nomeado o próximo chefe. Até que essa decisão seja tomada, a Nação Blackfeet não terá um chefe.
O senador norte-americano Jon Tester declarou: "O chefe Old Person foi um defensor feroz da nação Blackfeet e de todo o país indígena por toda a sua vida, e o mundo é um lugar melhor porque ele estava nele." O governador de Montana, Greg Gianforte, ordenou que as bandeiras do estado fossem hasteadas a meio mastro em homenagem a Old. Na cerimônia de formatura do outono de 2021 da Universidade de Montana, um momento de silêncio foi feito para Old Person, e a Rawhide Orchestra tocou uma canção da sociedade guerreira para homenagear Old Person, que por mais de 25 anos apresentou uma canção de homenagem tradicional em formaturas da UM para reconhecer graduados.
Uma doação de 300 mil dólares foi criada em novembro de 2021 para apoiar o Kyiyo Pow Wow anual na Universidade de Montana recebeu o nome de Old Person, assim como uma bolsa de estudos no Blackfeet Community College.